# 海星
海星是一种棘皮动物。一般海星身體呈五輻對稱，5條腕从身体中间伸出，有些物種有6或7條腕，有些則多達10條以上。海星的骨骼不能动，而是利用體內水管系統從腕中伸出的許多管足移動、吸水和抓取食物。牠們缺乏腦部構造。大約1,600種海星出現在世界上所有的海洋的海床上，從熱帶到寒帶極地水域。牠們被發現從在潮間帶向下到在海洋面之下6,000米（20,000英尺）的深。
海星的嘴在其體盤下方正中央處。牠的消化系统包括两个胃，其中一个可以从口中射出，在体外包住并且消化食物。有的海星靠着牠的水管系统的韧性，可以打开贝壳，然后把胃插入贝壳裡，直接消化壳里的肉。海星这种外部消化的功能使牠能夠吃下比牠嘴大很多的动物，包括各种贝类、海參、节肢动物甚至小鱼。半消化的食物送入体内的另一个胃继续消化吸收。因为海星需要很大的消化能力，牠们的胳膊裏也有很多消化管。
海星屬於能迅速再生的動物之一。如果其中一條腕被切斷，過一段短時間便能長回來，而少数海星切下的觸手本身也會長成一隻海星，具有与蚯蚓、蜥蜴、龍蝦、水螅纲生物、蝸牛和再生力最強大的涡虫等生物的特点。有時海星更會故意甩掉腕作防衛之用。

## 分類
海星是一個龐大而多樣化的纲 (生物)，有約1600現存物種。：
- †科 Calliasterellidae
- †目 Trichasteropsida
- 有緣目 Velatida
  - Caymanostellidae
  - Korethrasteridae
  - Myxasteridae
  - Pterasteridae
  - Tropasteridae
  - Tropidasteridae
- 同心亚纲 Concentricycloidea
  - 車輪海星目 Peripodida
- 鉗棘亞綱 Forcipulatacea
  - 項鏈海星目 Brisingida
  - 鉗棘目 Forcipulatida
- 有棘亞綱 Spinulosacea
  - 有棘目 Spinulosida
- 瓣海星亞綱 Valvatacea
  - 柱體海星目 Paxillosida
  - 背肌目 Notomyotida
  - 瓣海星目 Valvatida

## 生態學
海星星佔據幾個顯著的在生態學中的角色。海星，如赭色海星（Pisaster ochraceus）和珊瑚礁海星，已被廣泛稱作在生態學中關鍵種概念的例子。熱帶的棘冠海星是珊瑚的一個貪婪的捕食者，遍布印度洋-太平洋海域。
油彩蠟膜蝦幾乎只以海星為食。

## 圖片

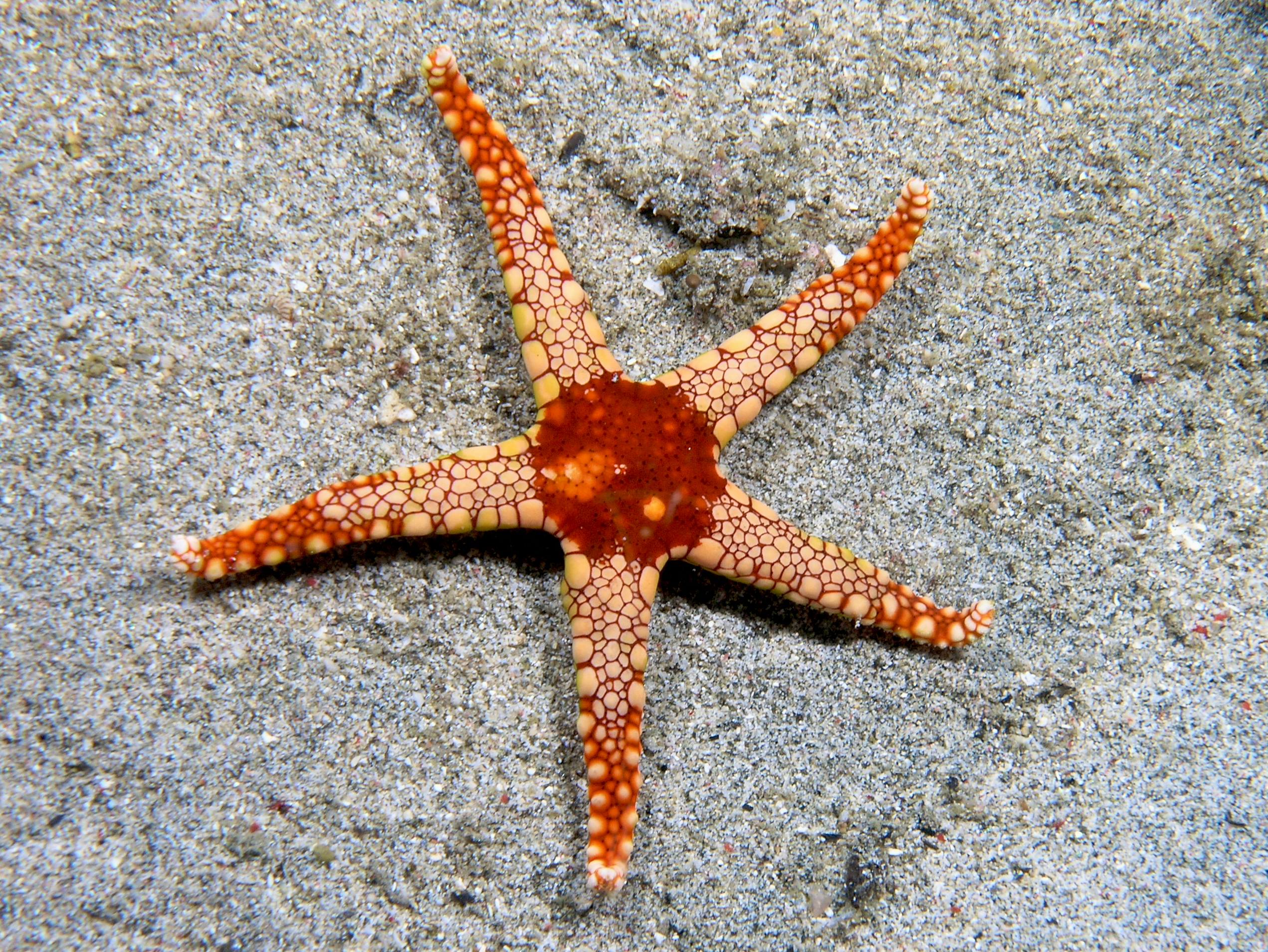
珠鏈單鰓海星（Fromia monilis）
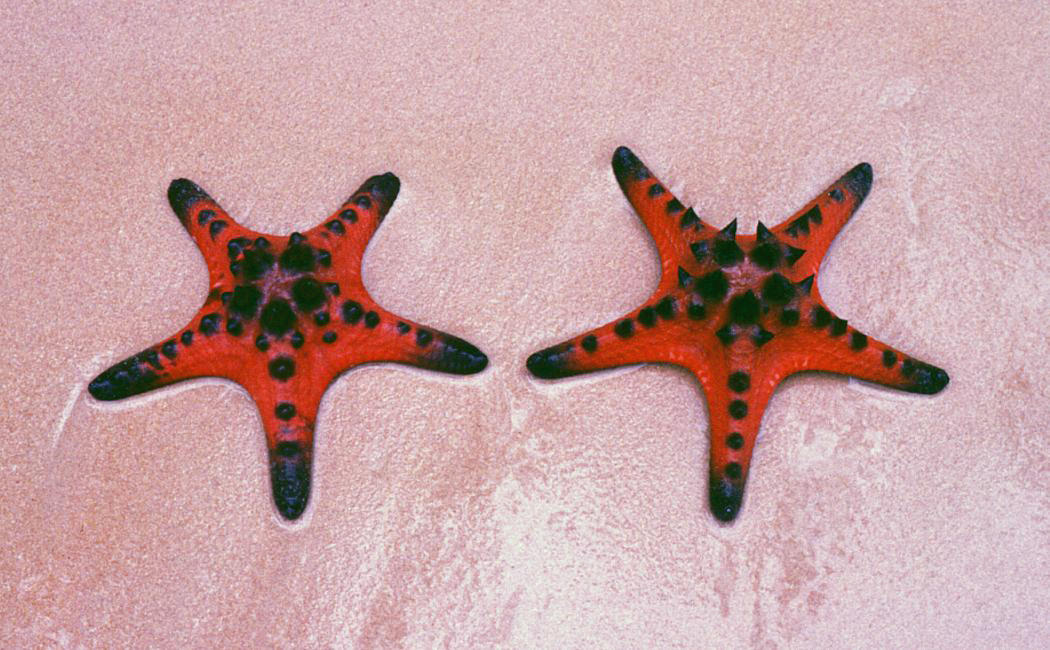
朱古力海星（Protoreaster nodosus）
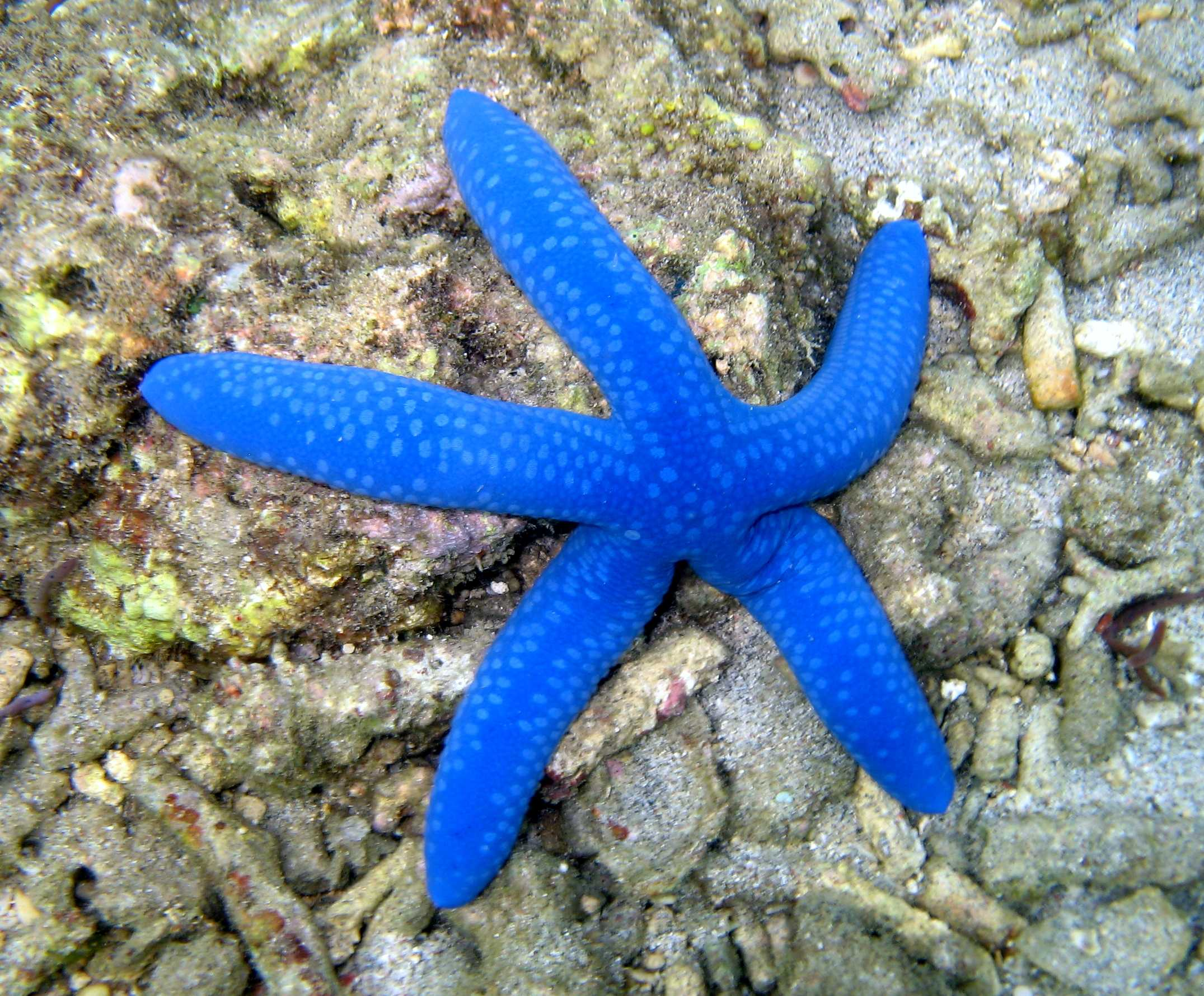
藍指海星（Linckia laevigata）
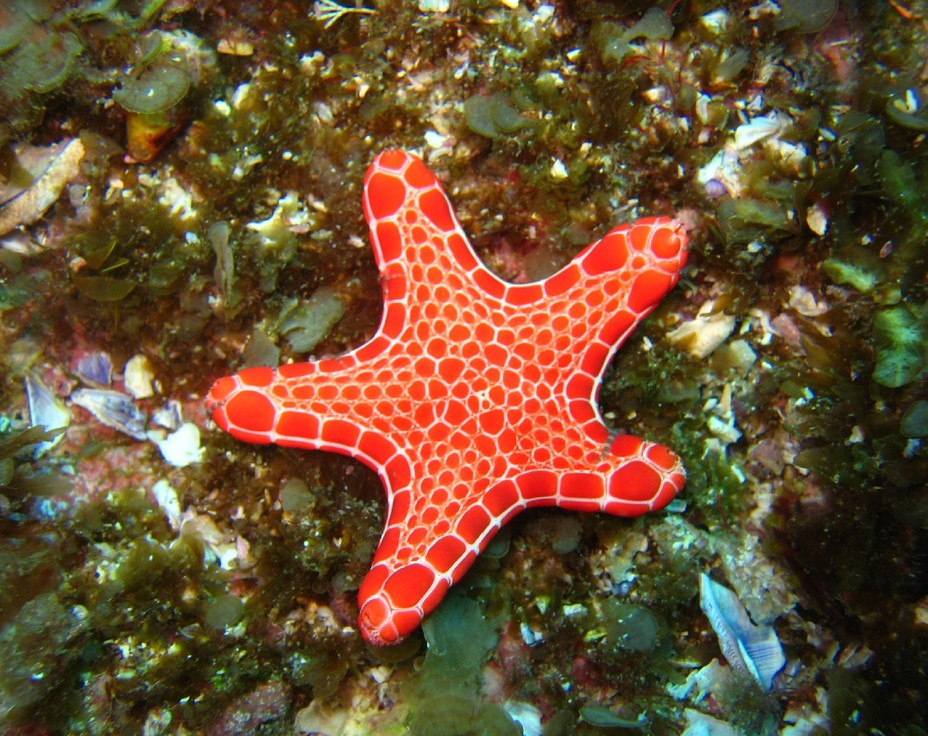
菊海星（Pentagonaster duebeni）
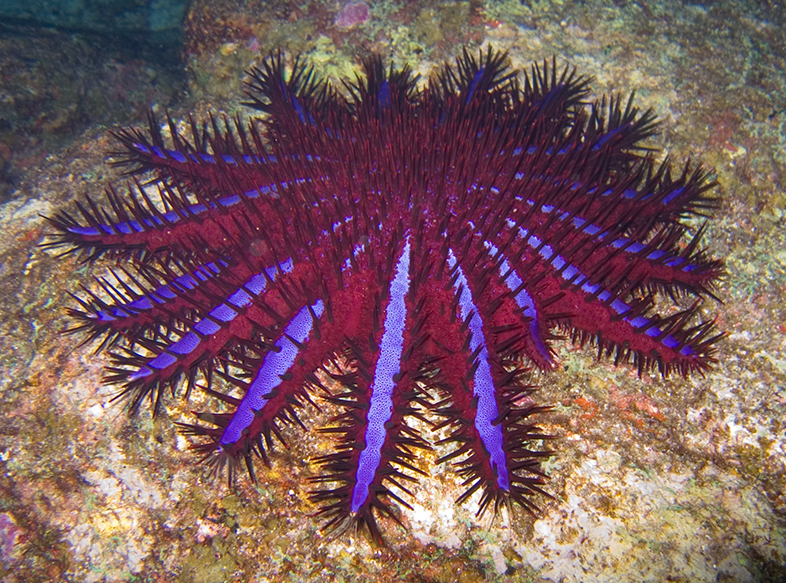
棘冠海星（Acanthaster planci）
波罗的海海星（Asterias rubens）解剖示意图
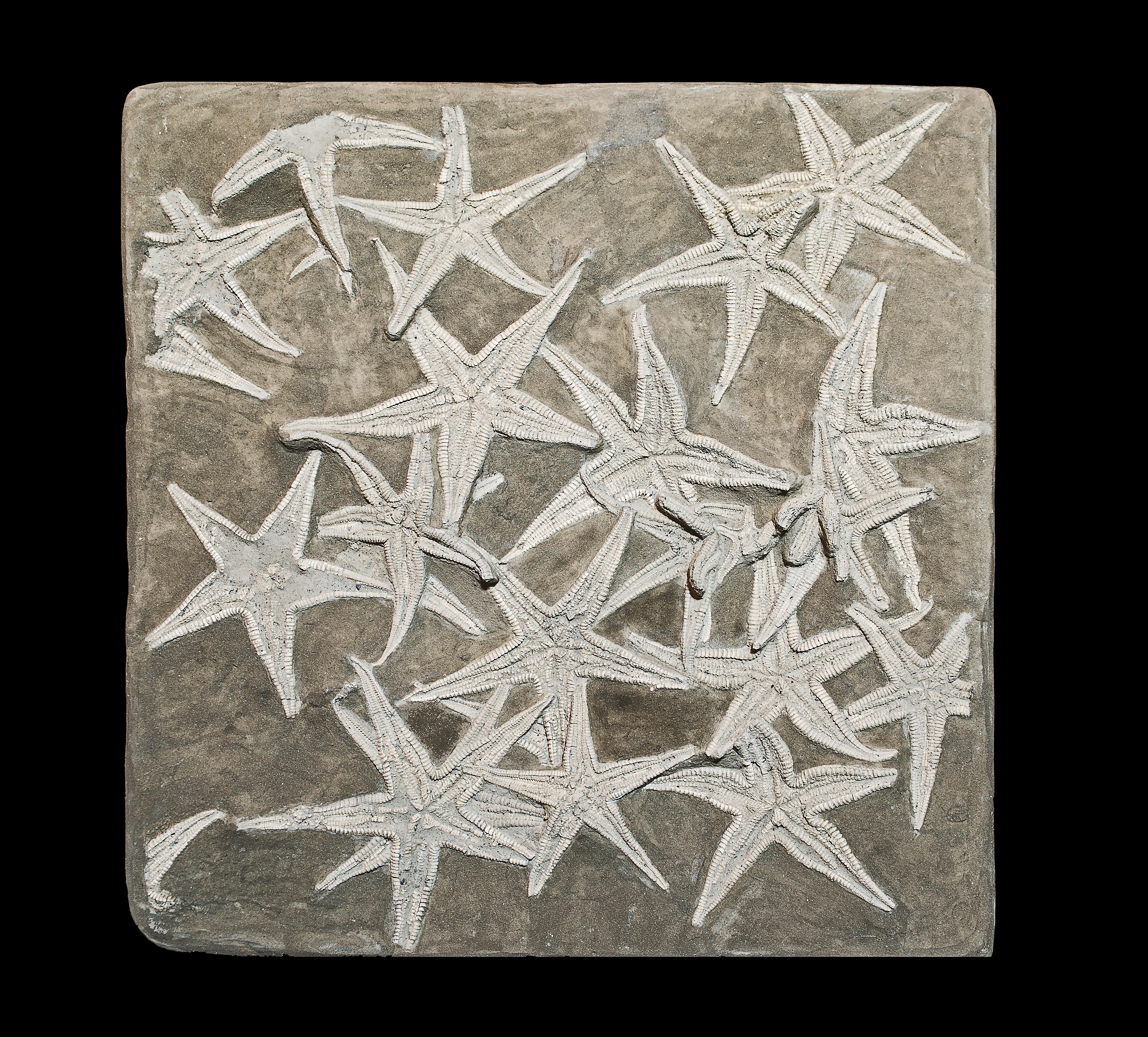
Astropecten lorioli，已灭绝的一種海星，生存於侏羅紀
- 海星的管足運動。
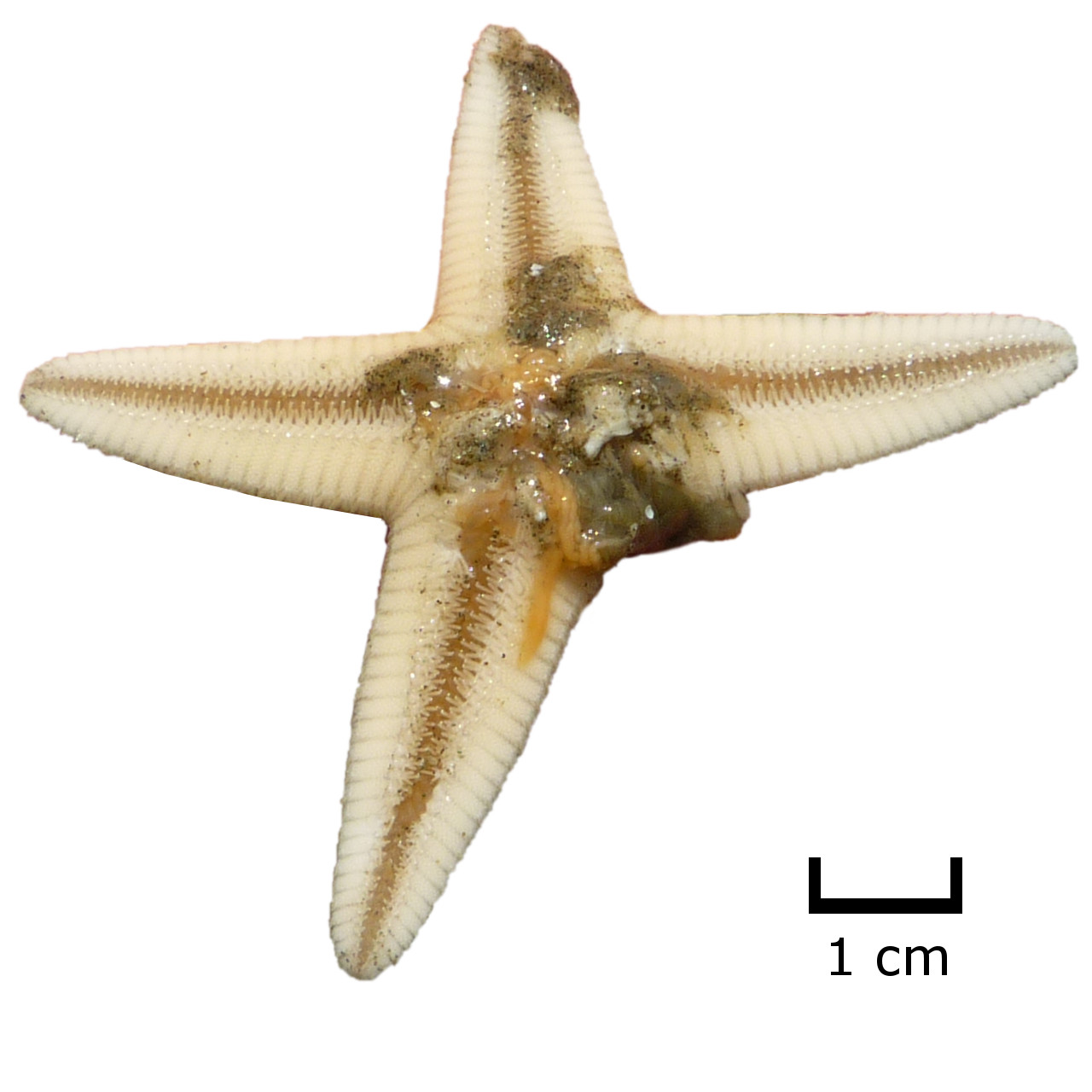
失去了一隻觸手的海星。過一段短時間後，海星便能長回觸手。

## 外部連結
- 海星 Hai Xing （页面存档备份，存于） 中藥標本數據庫 (香港浸會大學中醫藥學院) （繁體中文）（英文）